# Marineversorgungsschule
Die Marineversorgungsschule (MVS) war die zentrale Ausbildungseinrichtung für die Logistik der Deutschen Marine in List auf Sylt. Sie wurde am 1. Juli 1956 eingerichtet und endgültig am 31. Dezember 2006 geschlossen. Die Logistikschule der Bundeswehr übernahm den Verpflegungsdienst zum 1. Oktober 2006 in den Räumen der MVS. Zum 1. Oktober 2007 ist auf Sylt der komplette Dienstbetrieb abgewickelt und eingestellt worden. Die Kasernen- und Zivilgebäude werden durch die Bundesvermögensverwaltung übernommen und danach an private Investoren veräußert. Diese planten, auf dem Kasernengelände eine Internatsschule zu betreiben. Das Vorhaben wurde Mitte 2012 mangels Mitteln aufgegeben. Zunächst stritten die Gemeinde List und die Besitzgesellschaft vor Gericht, ob stattdessen eine Wohnbebauung durch die Investoren zulässig sei. Im Sommer 2021 wurde berichtet, ein neuer Investor werde bis Ende 2022 300 Wohnungen für Sylter Bürgerinnen und Bürger (davon 46 Sozialwohnungen) und zusätzlich 89 Ferienwohnungen errichten.

## Einbindung und Aufgaben
Die MVS war innerhalb der Schulorganisation der Marine die Funktionsschule der unterstützenden Dienste. Der Begriff unterstützende Dienste umfasst hierbei in der Ausbildung der Rekruten, Unteroffiziere und Portepée-Unteroffiziere:
In Sonderlehrgängen wurden Soldaten aller Teilstreitkräfte sowie zivile Mitarbeiter der Bundeswehr unterrichtet. Jährlich wurden an der MVS ca. 650 Rekruten in der militärfachlichen Grundausbildung und ca. 1.800 Lehrgangsteilnehmer aller Dienstgradgruppen in Fachlehrgängen ausgebildet. Zur Durchführung des Auftrages standen dem Kommandeur der MVS 270 Soldaten und zivile Mitarbeiter zur Verfügung.
An der MVS wurden die besten Köche der Bundeswehr ausgebildet. An Land und an Bord war die Qualität des Essens berühmt. Die Schule gewann mehrere nationale und internationale Großküchenwettbewerbe und versorgte 1972 die Segler bei den Olympischen Sommerspielen 1972 in Kiel-Schilksee.

## Der Schulstab
Der Schulstab war dem Kommandeur direkt unterstellt. Er gliederte sich in folgende Sachgebiete:
- S1  Personalwesen
- S2  Militärische Sicherheit
- S3  Organisation, Infrastruktur, der S3 ist gleichzeitig Kasernenkommandant und Controller
- S4  Versorgung

Auf gleicher Ebene war die zivile Truppenverwaltung dem Kommandeur direkt unterstellt.

## Die Lehrgruppe A
Die Lehrgruppe A hatte folgenden Auftrag:
- die Durchführung der militärischen und fachlichen Grundausbildung der Rekruten in den Verwendungsreihen 61 Stabs-/Personaldienst, 62 Verpflegung, 63 Materialbewirtschaftung (MatBew), 81 Sanitätswesen
- die militärfachliche Ausbildung Maat und Bootsmann (z. B. VR 61 zum Rechnungsführer)
- die Ausbildung der Offiziere des Truppendienstes in der Logistik
- die Ausbildung der Offiziere des Militärfachlichen Dienstes
- die Durchführung von Ergänzungs- und Sonderlehrgängen (im Wesentlichen) für Offiziere, Unteroffiziere sowie die Zivilbediensteten der Bundeswehr in allen Bereichen der unterstützenden Dienste.

Die Durchführung von Logistik und Personalbearbeitung in der Marine ist ohne moderne und leistungsfähige Datenverarbeitung nicht durchzuführen. Daher hatte die praxisbezogene Ausbildung in diesem Bereich einen besonders hohen Stellenwert.
Die Ausbildung wurde in Inspektionen durchgeführt:
- LogSBw LehrGrp B/VIII: Verpflegungsdienst
- Die Mannschaften, Unteroffiziere und Offizieranwärter im Sanitätsdienst der Marine wurden in der 5. und 8. Inspektion am Standort Westerland (im Bereich der Marinefliegerlehrgruppe), ab 1967 auch in der 6. Inspektion der MVS in List ausgebildet. Später wurde daraus die 7. Inspektion für die Grundausbildung und die 4. Inspektion für die weiteren Lehrgänge, wie Gastenlehrgang, Maatenlehrgang und der Bootsmannlehrgang, sowie noch weitere Sonderlehrgänge für den Sanitätsdienst. Des Weiteren gab es eine Außenstelle der 4. Inspektion in Wilhelmshaven in der Banter Kasernenanlage. In dieser Außenanlage waren die Gastenlehrgangsteilnehmer untergebracht, die während des fachpraktischen Teils in den Krankenhäusern Wilhelmshavens ihre Ausbildung machten.

## Lehrgruppe Ausbildung
Die Lehrgruppe Ausbildung hatte die Ausbildungsvorgaben umzusetzen, die sich aus dem Bedarf der Flotte ergaben. Dafür musste die Lehrgruppe Ausbildung die erforderlichen Ausbildungsweisungen, die administrativen und organisatorischen Voraussetzungen bereitstellen. Die Lehrgruppe hatte damit in erster Linie einen unterstützenden Auftrag. Zur Durchführung dieses Auftrages standen dem Lehrgruppenkommandeur Ausbildung zur Verfügung:
- das Schulbüro
- die Fachbereiche Stabsdienst, Verpflegungsdienst und Logistik mit Fachbereichsleitern und Truppenfachlehrern
- die Übungs- und Ausbildungsanlagen
- der Datenverarbeitungs-Organisationsoffizier

Das Schulbüro organisierte und koordinierte die Lehrgangsabläufe und den Einsatz der Truppenfachlehrer. Es erarbeitete den Jahresschulplan der MVS und koordinierte die Belegung der Ausbildungs- und Übungsanlagen. Die Übungs- und Ausbildungsanlagen waren dem jeweiligen Fachbereichsleiter unterstellt.

## Kommandeure (Auswahl)
- Korvettenkapitän Walter Herrmann: von Juli 1956 bis Dezember 1957, mit der Wahrnehmung der Geschäfte beauftragt
- Fregattenkapitän Fritz Gliemann: von Januar 1958 bis Juni 1960
- Fregattenkapitän Walter Herrmann: von Juli 1960 bis September 1962
- Fregattenkapitän Wilfried Toepser: von Oktober 1962 bis März 1964
- Fregattenkapitän Walter Stepputat: von April 1964 bis September 1967
- Kapitän zur See Ernst Bauer: von Oktober 1967 bis März 1972
- Kapitän zur See Gustav Houtrouw: von April 1972 bis September 1975
- Kapitän zur See Peter Kühle: von Oktober 1975 bis Februar 1978 (†)
- Kapitän zur See Hans-Joachim Schröder: von März 1978 bis März 1984
- Kapitän zur See Jörg-Dieter Schmädicke: von April 1984 bis September 1986
- Kapitän zur See Bernd Heise: von Oktober 1986 bis März 1989
- Kapitän zur See Hans-Joachim Droste: von April 1989 bis Dezember 1994
- Kapitän zur See Roland Koser: ab Januar 1995
- Kapitän zur See Günter Braunmiller: um 2001